# ألكساندرينا نايدينوفا
ألكساندرينا نايدينوفا (بالبلغارية: Александрина Найденова)‏ مواليد 29 فبراير 1992 في بلوفديف، هي لاعبة كرة مضرب بلغارية بدأت مسيرتها كمحترفة سنة 2007 تلعب باليد اليمنى وتحتل حالياً المرتبة رقم. 277 (29 فبراير 2016) في تصنيف رابطة محترفات كرة المضرب. أعلى تصنيف لها في الفردي كان المركز الـ 264 في سنة 2013.

## روابط خارجية
- ألكساندرينا نايدينوفا على موقع رابطة محترفات التنس (الإنجليزية)
- ألكساندرينا نايدينوفا على موقع الاتحاد الدولي لكرة المضرب (الإنجليزية)
- ألكساندرينا نايدينوفا على موقع خلاصة التنس.كوم (الإنجليزية)
- ألكساندرينا نايدينوفا على موقع إي إس بي إن.كوم (الإنجليزية)